# Chiesa di San Leonardo (Ponzano Veneto)
La chiesa di San Leonardo è la parrocchiale di Ponzano Veneto, in provincia e diocesi di Treviso; fa parte del vicariato urbano di Treviso.

## Storia
Sembra che a Ponzano fosse stata costruita una chiesa nel Medioevo. Questo edificio fu dotato di campanile tra i secoli XVI e XVII. L'attuale parrocchiale venne edificata a partire dal 1771 e consacrata nel 1779.

## Interno
Opere di pregio poste all'interno della chiesa sono l'altare maggiore, realizzato nel 1810 ed originariamente collocato in una chiesa di Giavera del Montello, il tabernacolo, opera del 1758 di Giovanni Marchiori proveniente dell'antica parrocchiale, una pala raffigurante la Madonna con il Bambino ed i Santi Leonardo e Rocco, dipinta nel 1523, il crocifisso ligneo, scolpito tra Quattro e Cinquecento, l'affresco del soffitto, il cui soggetto è il Trionfo dell'Eucaristia con simboli della Fede e l'Esaltazione della Croce, dipinto nel 1839 da Sebastiano Santi e le statue dei Santi Domenico Guzman e Rosa da Lima, poste ai lati dell'altar maggiore.